# ويليام برنس فورد
ويليام برنس فورد (بالإنجليزية: William Prince Ford)‏ هو فلاح وشخصية أعمال أمريكي، ولد في 15 يناير 1803، وتوفي في 23 أغسطس 1866.